# Nystalea folia
Nystalea folia är en fjärilsart som beskrevs av Jones 1912. Nystalea folia ingår i släktet Nystalea och familjen tandspinnare. Inga underarter finns listade i Catalogue of Life.